# Чхараул
Чхараул (осет. ..., груз. ჩხარაული  — Чхараули) — село на юго-востоке Цхинвальского района Южной Осетии. Согласно юрисдикции Грузии — в Горийском муниципалитете.

## География
Расположено на юго-востоке Цхинвальского района на границе с собственно Грузией к северо-западу от осетинским села Арцеу и к северу от собственно грузинского села Квеши.

## Население
Основное население — осетины. По переписи 1989 года в селе жило 103 человека, из которых осетины составили 100 %.

## История
В разгар южноосетинского конфликта село было вблизи границы зоны контроля Грузии. После войны в августе 2008 года село находится под контролем властей РЮО.

## Топографические карты
- Лист карты K-38-30 Орджоникидзе. Масштаб: 1 : 100 000. Состояние местности на 1984 год. Издание 1988 г.
- Лист карты K-38-65 Ленингори. Масштаб: 1 : 100 000. Издание 1979 г.